# Ragadozó életmód

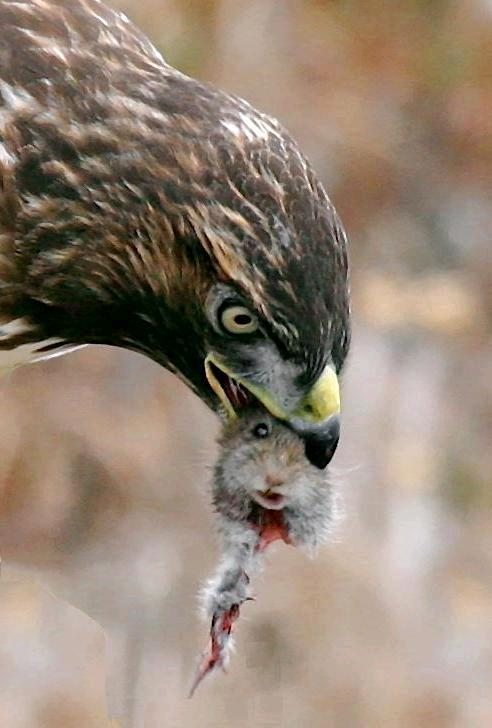
Ragadozó és zsákmány

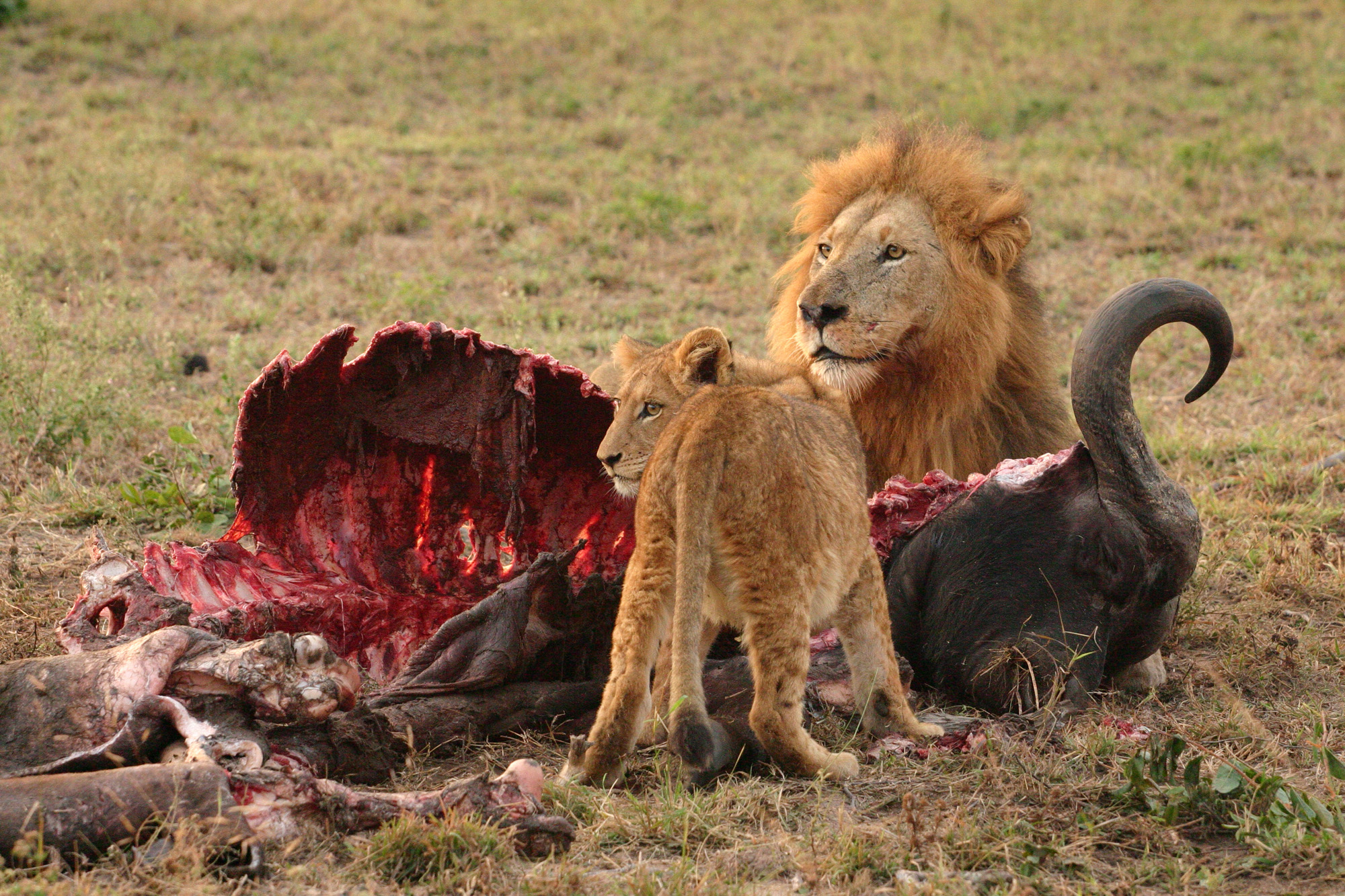
Oroszlánok kafferbivalyt esznek.

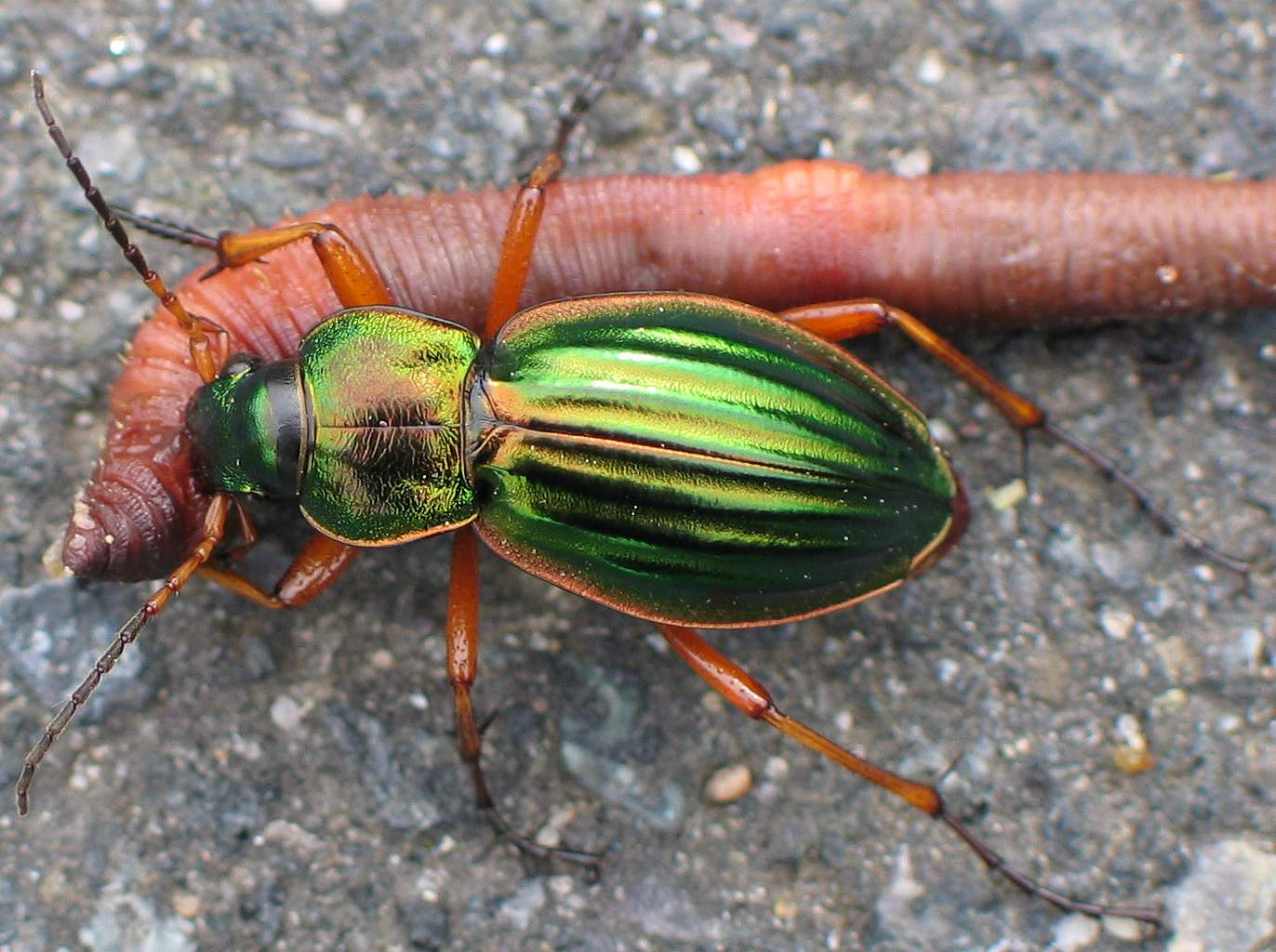
Aranyos futrinka (Carabus auratus) gilisztát zsákmányolt

A ragadozó kifejezés az állatok egyik jellemző életmódjára utal. A kifejezés kétféle értelemben is használatos:
- Ökológiai értelemben véve ragadozónak nevezik mindazokat az állatokat, amelyek más állatfajok (zsákmányállat vagy préda) egyedeit megölik és megeszik.

- Hétköznapi értelemben ragadozónak nevezik az önmagához hasonló nagyságú vagy jellegű zsákmányt fogyasztó állatfajokat. Így például ragadozónak tekintjük a gerinces állatokat zsákmányoló emlősöket, madarakat, hüllőket és halakat, pl.: ragadozó madár, ragadozó hal. Ebben a hétköznapi értelemben ugyanakkor nem nevezik ragadozóknak a gerinctelen élőlényekkel táplálkozó gerinceseket, például a rovarevő madarakat. Eszerint ragadozó madár például a vándorsólyom, de nem ragadozók a rovarevő madarak; vagy például ragadozó halnak nevezik a halakat zsákmányoló csukát, de nem tekintik ragadozónak a férgekkel és rovarokkal táplálkozó keszegeket. Hasonlóképpen, a ragadozó rovarok más gerincteleneket ejtenek zsákmányul.

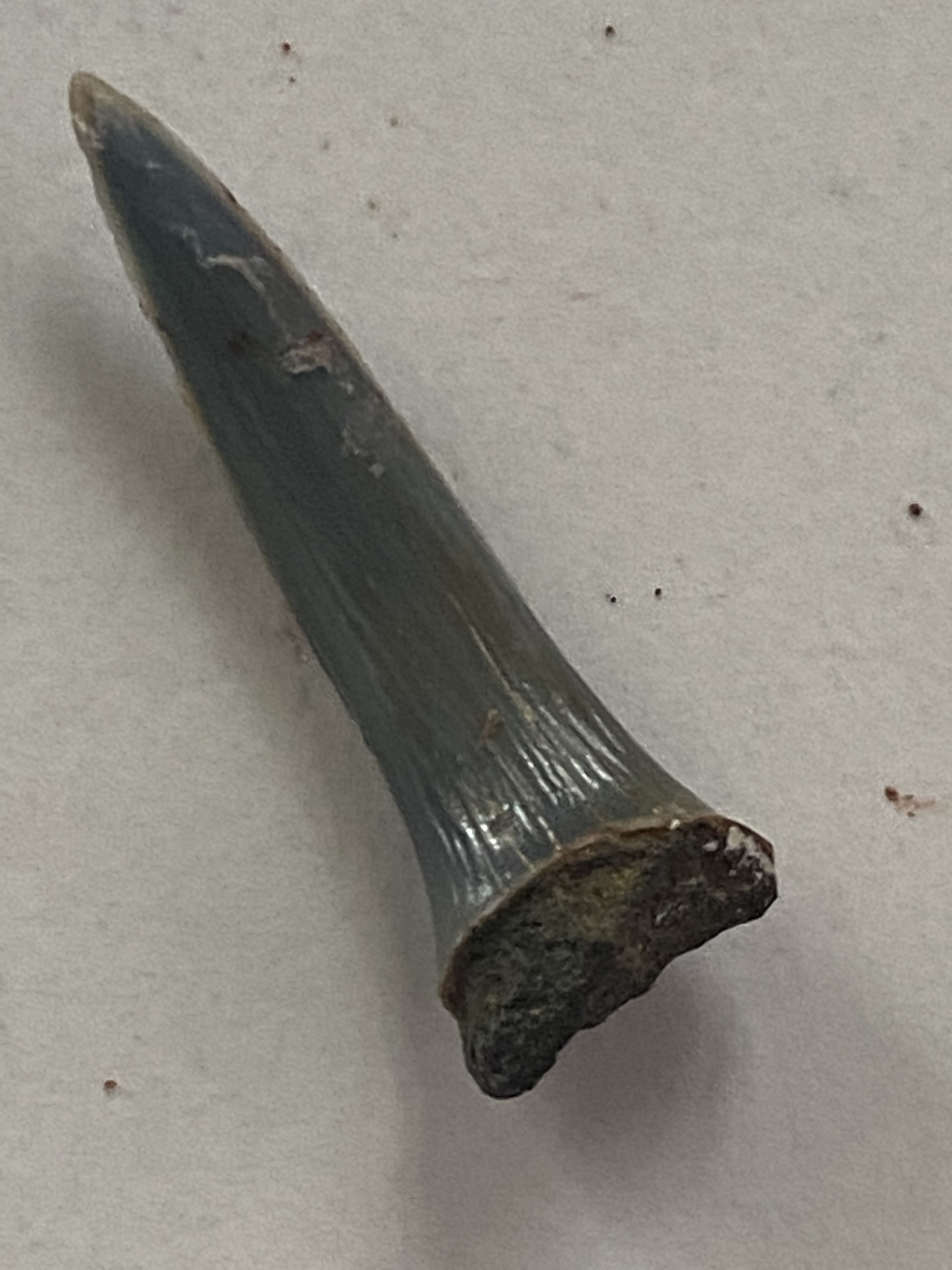
Cápafog

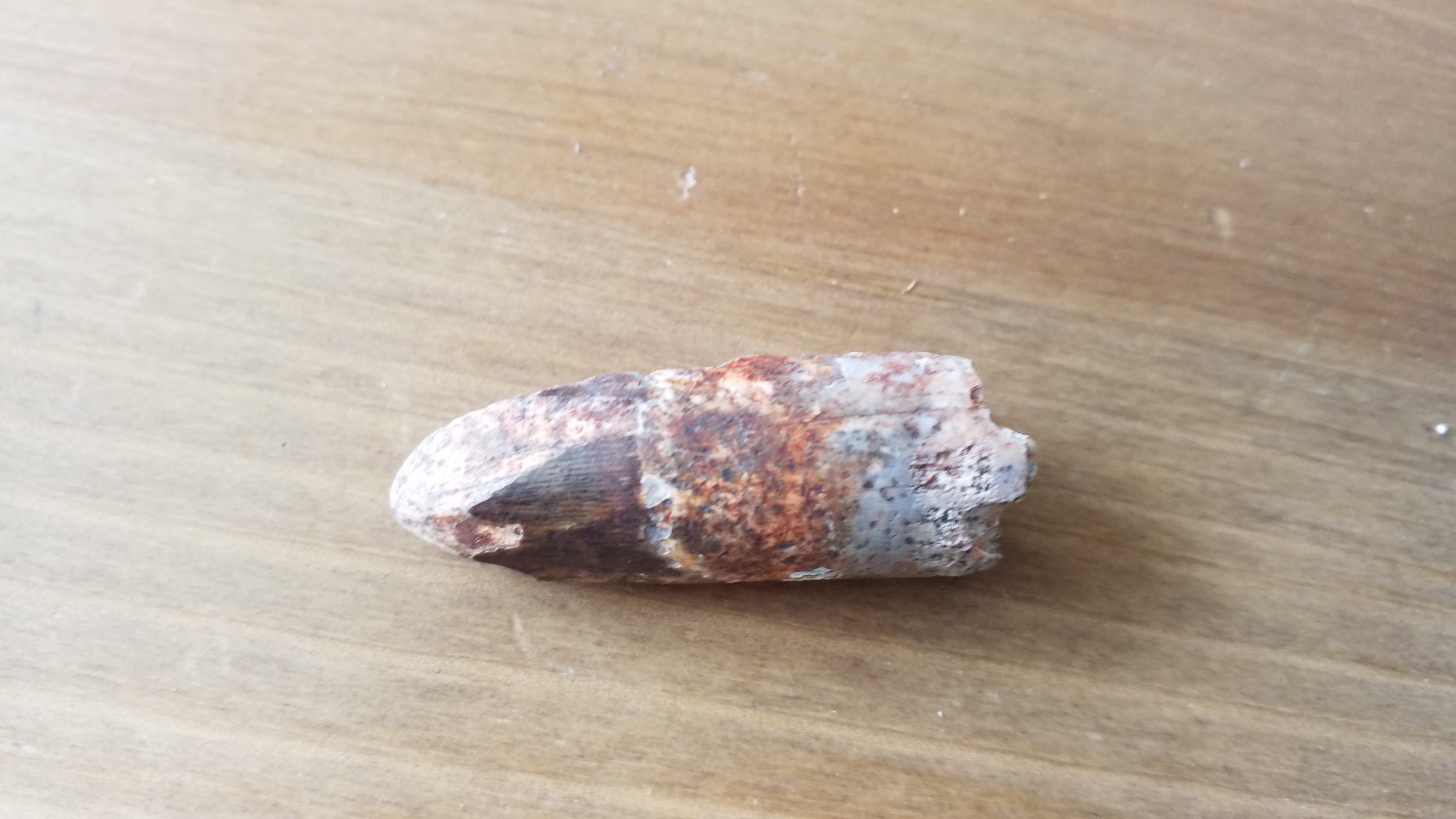
Spinosaurus fog

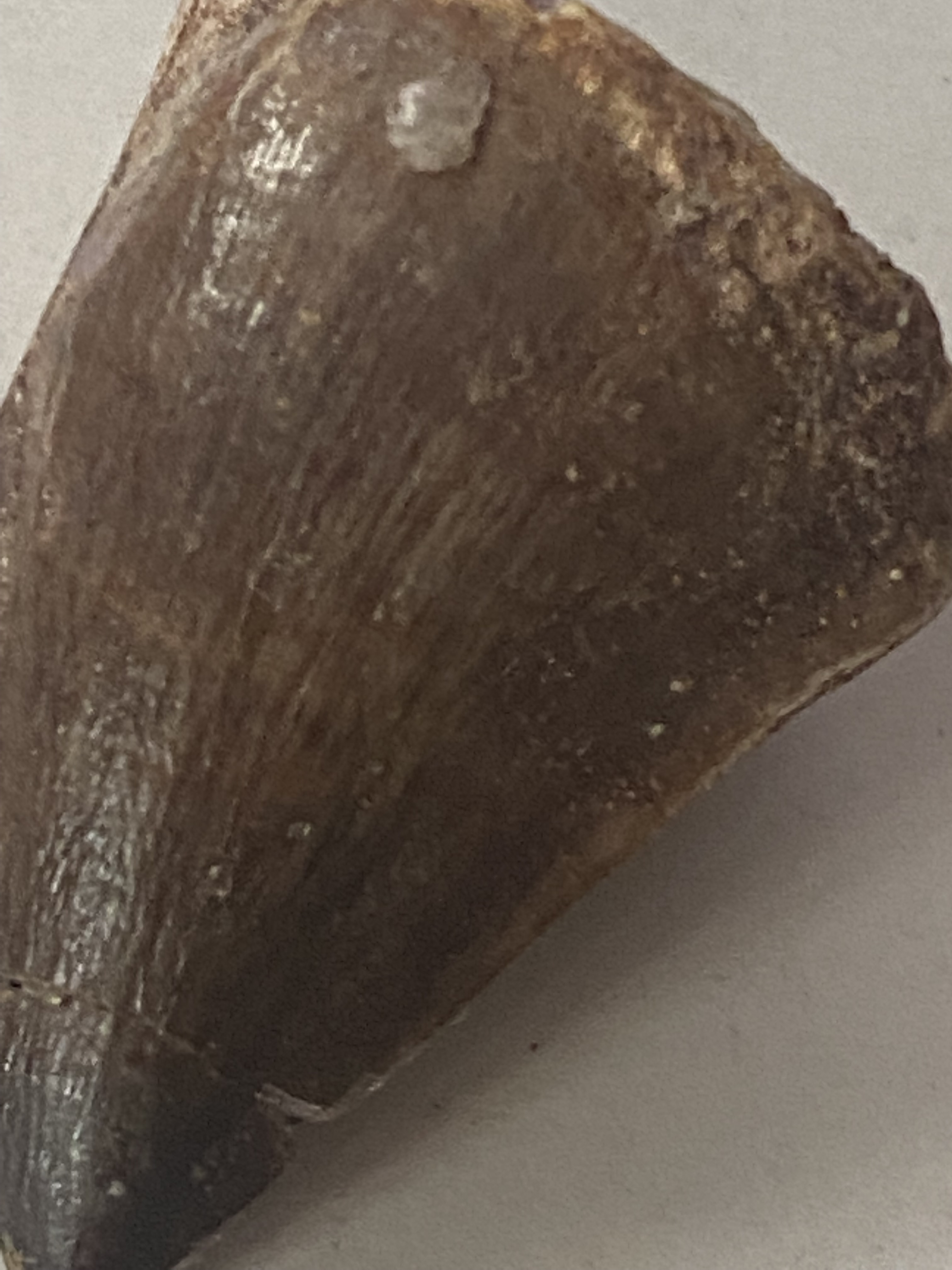
Mosasaurus fog

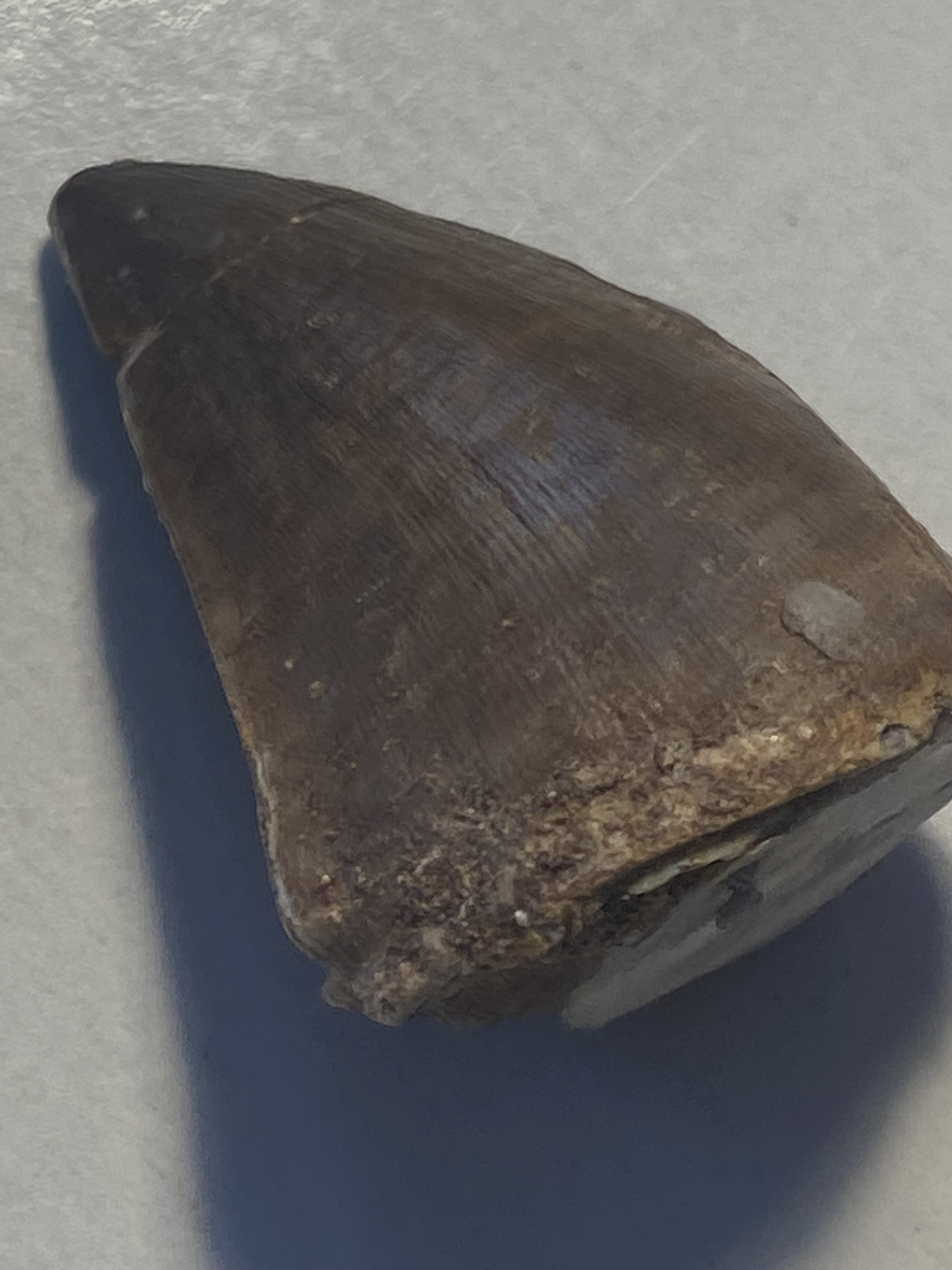

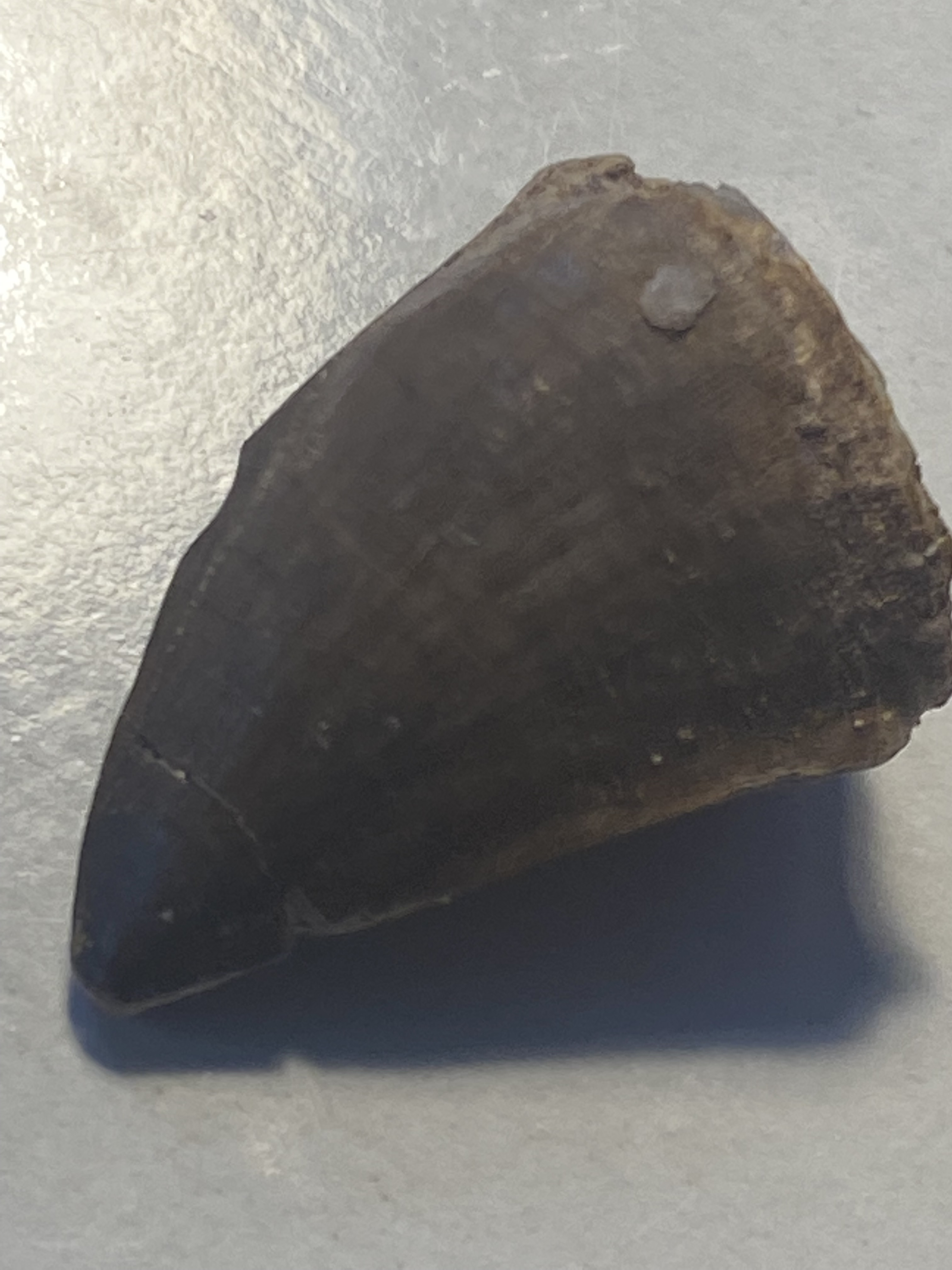

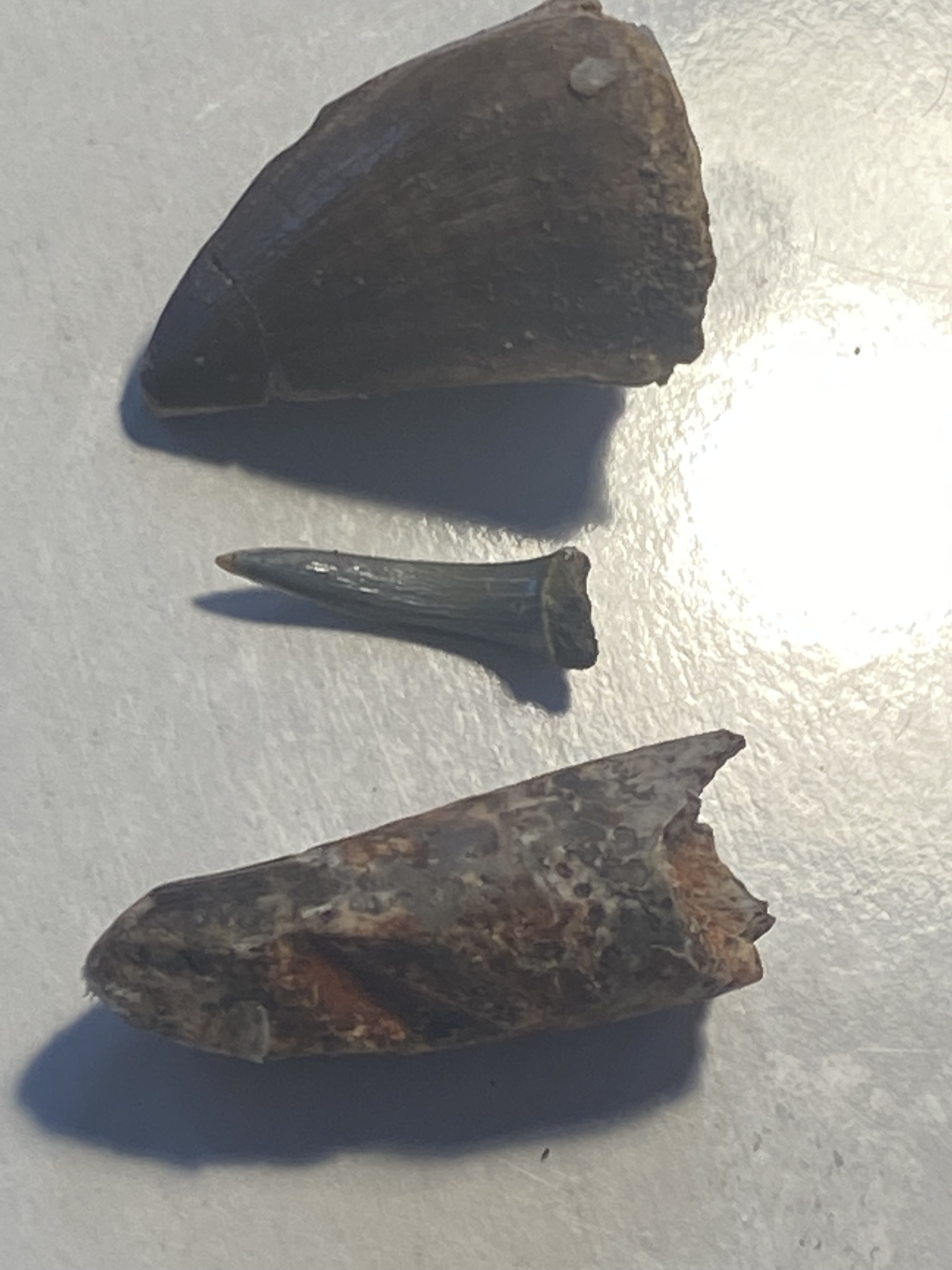
Fogfosszilliák, fentről lefelé: Mosasaurus, cápa és a Spinosaurus

Csúcsragadozónak nevezik azt a ragadozó (esetleg mindenevő) állatfajt, amely a tápláléklánc csúcsán áll. Az adott élőhelyen rendszerint ez a legnagyobb testű ragadozó faj, amelyet tehát más ragadozók nem fenyegetnek. Élősködők azonban őket is fogyasztják.